# Ono San Pietro
(Gregorio Brunelli, «Curiosi trattenimenti contenenti ragguagli sacri e profani dei popoli camuni», 1698)
Ono San Pietro (Dò in dialetto camuno) è un comune italiano di 958 abitanti, della Val Camonica, provincia di Brescia in Lombardia.
Il territorio del comune di Ono San Pietro confina a nord con quello di Capo di Ponte, a nord-ovest con quello di Paisco Loveno, a ovest e a sud con quello di Cerveno e a est con quello di Ceto.
Dal 2014 Ono S. Pietro è gemellato con il comune di Monongahela, in Pennsylvania.

## Geografia fisica

### Territorio
Il paese si espande sul cono di deiezione della Concarena formato dall'escavazione del torrente Ble. Sono presenti doline (in dialetto camuno bìs) ed effetti di carsismo che provocano frequenti smottamenti.
In passato era famoso per le sue calchere e per le cave di marmo occhiadino. Sono state ritrovate sei calchere, in uso fino agli anni '50.

### Idrografia
L'abitato è attraversato dal Blé che confluisce nell'Oglio.

## Origini del nome
Secondo una leggenda il dome Dò deriva dalle lettere "D" ed "O" presenti sulla facciata dell'antica chiesa dedicata ai Santi Pietro e Paolo nella quale alcuni zingari si erano rifugiati a seguito della distruzione della loro carovana ad opera di una grande frana della Concarena. Secondo un'altra ipotesi il nome deriverebbe dal termine celtico-iberico duno, recinto per pecore da lana che, secondo la tradizione, sarebbero state importate nel 774 dai monaci di San Martino di Marmoutier. Secondo una terza ipotesi, Do sarebbe la contrazione del sostantivo latino "donum" o "dunum", terrazzo.

## Storia
L'attuale abitato di Ono San Pietro è formato dai due nuclei, ricordati in fonti medievali già nel 1299, di Hono e Cricolo; il paese è denominato anticamente come Do, ma anche Doi, Hono e Onno.
Cricolo invece sorgeva più a nord, nei dintorni della chiesa di San Pietro.
In località Baite di Natù, Baite del Rüa e Baite Alte di Plaurentì di Ono San Pietro sono state individuate delle iscrizioni in alfabeto camuno, che indicano una presenza umana databili per lo meno alla tarda età del ferro V secolo aev.

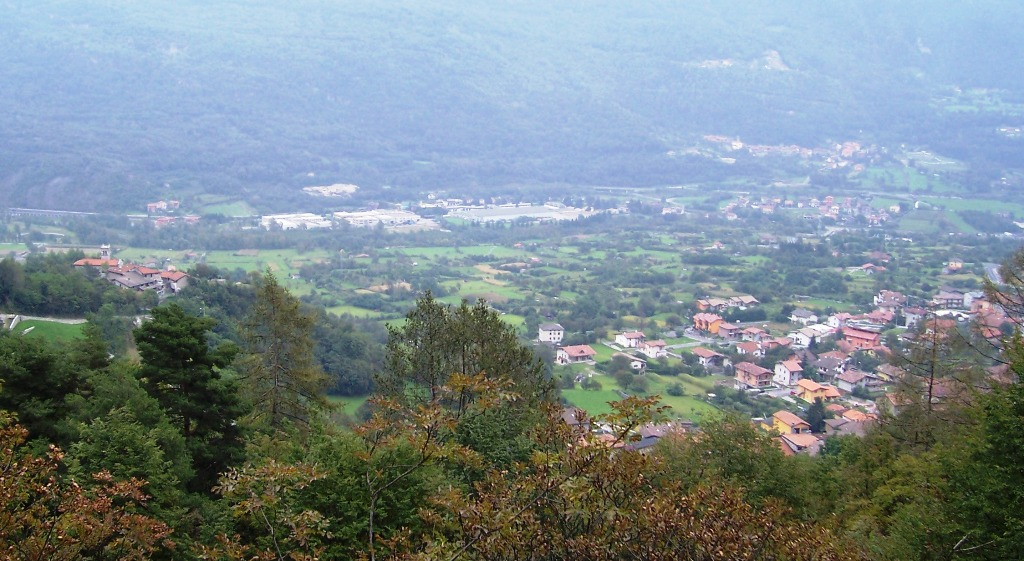
Cricolo, a sinistra, ed Ono, a destra

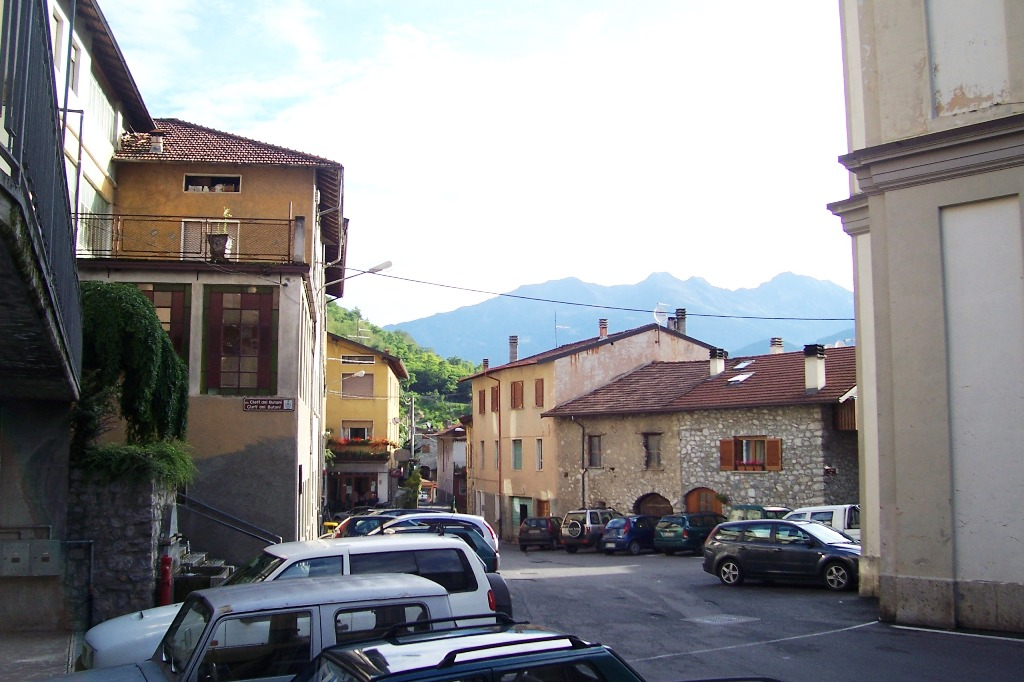
Piazza principale

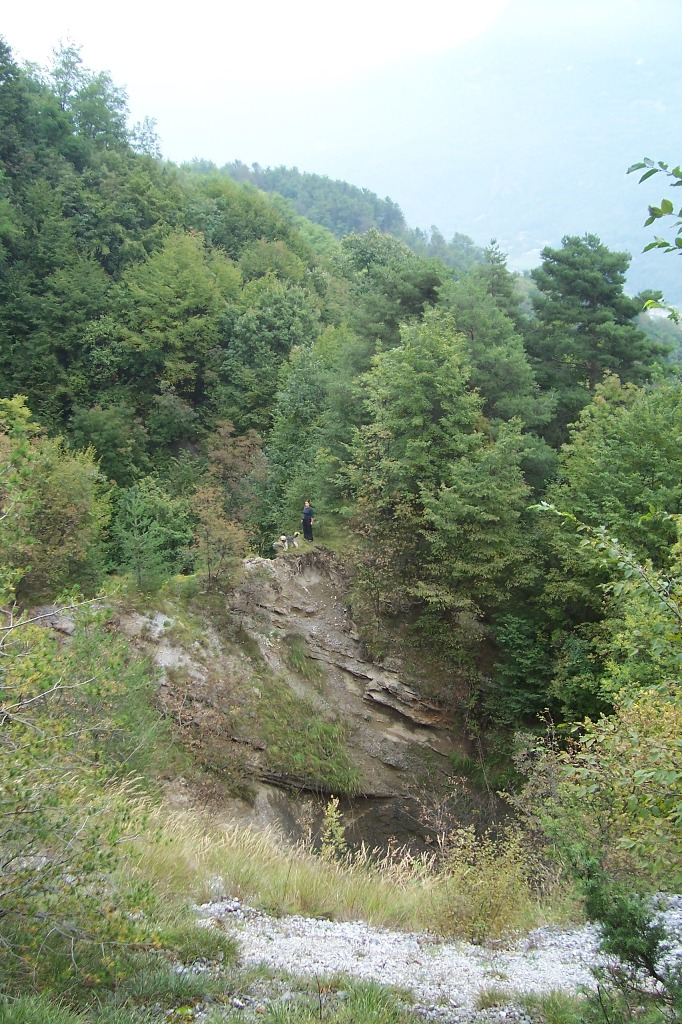
Le doline gemelle a monte di Ono

Il 14 ottobre 1336 il vescovo di Brescia Jacopo de Atti investe iure feudi dei diritti di decima nei territori di Cerveno, Ono e Cricolo, Esine e Paisco Oprandino Codaferri da Cemmo.
Si apre nel 1338 un forno fusorio che rimarrà in uso sino al 1815.
L'11 gennaio 1350 il vescovo di Brescia Bernardo Tricardo investe iure feudi dei diritti di decima nei territori di Berzo Inferiore, Ono e Cricolo e Cerveno Rainaldo del fu Zanino Federici di Gorzone.
Alla pace di Breno del 31 dicembre 1397 i rappresentanti della comunità di Dò, Buono di Pietro da Ono e il notaio Giorgio da Cemmo si schierarono sulla sponda ghibellina.
Il 17 settembre 1423 il vescovo di Brescia Francesco Marerio investe iure feudi dei diritti di decima nei territori di Monno, Cevo, Andrista, Grumello, Saviore, Cemmo, Ono, Sonico, Astrio, Malegno, Cortenedolo, Vione, Incudine e Berzo Demo a Bertolino della Torre di Cemmo .
Il 29 marzo 1438 vi è il decreto di unione delle chiese di San Pietro in Cricolo con San Alessandro, a favore di Ono. Il primo titolare della parrocchia risulta essere, da documenti del 1471, tale don Massimo.
Nel 1493 il comune di Ono o Hono risulta abitato da 250 anime, mentre Giovanni Da Lezze ricorda agli inizi del '600 le due comunità distinte di Hono e Cricolo.
In principio del secolo XV una frana staccatasi dalla Concarena scende sul nucleo di Cricolo, ridimensionandolo fortemente. I danni ai campi furono così ingenti da costringere molti ad emigrare.
Secondo il Catalogo queriniano del 1532 tale Pietro di Demo era rettore della parrocchiale di Sant'Alessandro in unione a quella di San Pietro "de Gricolo", ed erano presenti le scuole del Santissimo Sacramento e dei Disciplini.
Nel 1559 sono presenti la confraternita del Corpus Domini, con 100 confratelli, e quella dei Disciplini, anch'essa con 100 membri.
Nel 1599 don Gregorio Camadini da Incudine promuove la fondazione del Monte di Pietà, con lo scopo di aiutare i bisognosi in tempi difficili.
Il comune di Do e Ono è inserito nel cantone della Montagna con la legge del 1º maggio 1797. In seguito verrà unito al comune di Cerveno fino all'avvento del Regno Lombardo-Veneto, quanto riotterrà l'autonomia.
Nel 1798 si costruisce la nuova chiesa di Sant'Alessandro, in quanto la vecchia era divenuta insufficiente.
Nel 1867 un incendio distrugge 20 case.
Nel 1927, a seguito della legge fascista contro i piccoli comuni (Regio Decreto del 28 ottobre), Ono San Pietro perde l'autonomia diventando frazione di Capo di Ponte. Al termine della seconda guerra mondiale nel 1946 gli abitanti del paese si astengono dal votare alle prime libere elezioni amministrative, per protestare contro la mancata autonomia del comune. Nell'agosto dei 1947, tornato indipendente, un folto gruppo di cittadini penetrò nel municipio di Capo di Ponte e si riappropriò di bandiera, registri e suppellettili, portandoli in corteo sino ad Ono San Pietro.
Nel secondo dopoguerra Ono viene congiunto con la strada statale 42 del Tonale e della Mendola tramite un ponte sull'Oglio. Prima di scegliere questa soluzione l'amministrazione aveva soppesato l'idea di congiungerlo solo con Cerveno e Cemmo.

### Feudatari locali
Famiglie che hanno ottenuto l'infeudazione vescovile dell'abitato:
| Famiglia    | Stemma | Periodo  |
| Codaferri   |        | 1336 - ? |
| Federici    |        | 1350 - ? |
| Della Torre |        | 1423 - ? |

### Simboli
Il gonfalone è un drappo di azzurro.

## Monumenti e luoghi d'interesse

### Architetture religiose
Le chiese di Ono San Pietro sono:
- Parrocchiale di Sant'Alessandro. Ricostruita tra il 1798 ed il 1809 sul precedente edificio del '400[20]. Ha una singola navata, con dipinti del '600. In canonica è conservata una "Madonna con Bambino" di Palma il Giovane.[21]
- Chiesetta di San Pietro in Cricolo. Situata nella località Cricolo, su un poggio panoramico, risale al XV secolo. È costituita da una navata di stile romanico con tracce di affreschi all'interno. La facciata di stile romanico-lombardo, è in conci di calcare, il campanile è invece cinquecentesco, con quattro bifore a decorazione della cella campanaria.[22]

## Società

### Evoluzione demografica
Abitanti censiti

### Tradizioni e folclore
Gli scotöm sono nei dialetti camuni dei soprannomi o nomiglioli, a volte personali, altre indicanti tratti caratteristici di una comunità. Quello che contraddistingue gli abitanti di Ono San Pietro è Calcheròcc ("calcarotti", riferito alla calce).

## Geografia antropica
Nel passato erano ricordati i paesi di Dò e Cricolo. Oggi entrambi formano Ono San Pietro.
Sul suo territorio si trova il Rifugio Baita Iseo.

## Amministrazione

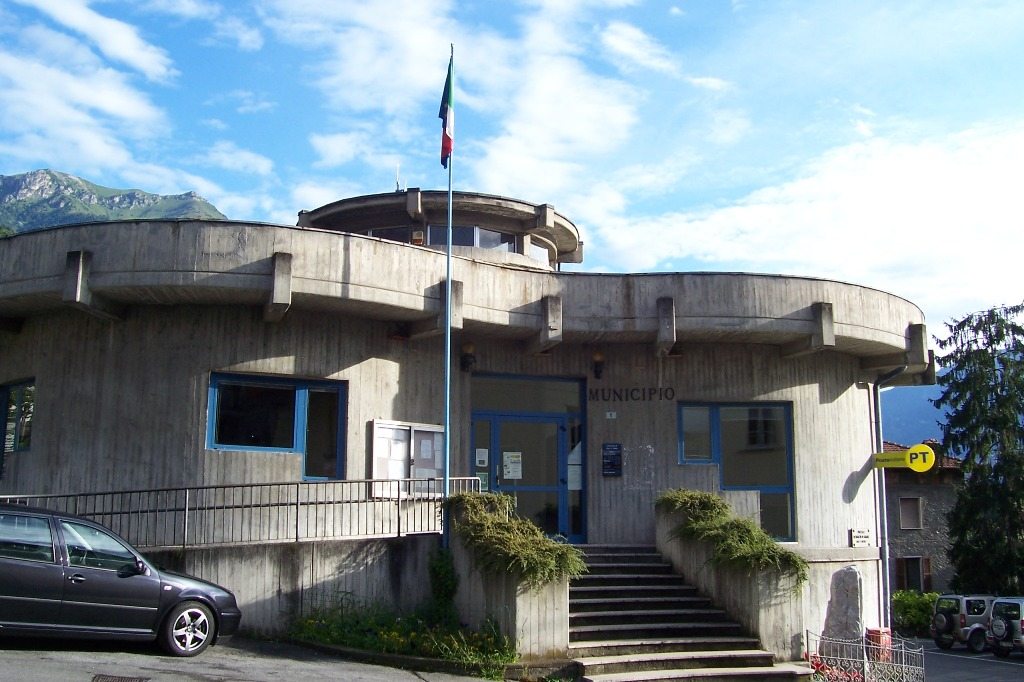
Municipio

| Periodo          | Periodo          | Primo cittadino      | Partito                         | Carica      | Note |
| ---------------- | ---------------- | -------------------- | ------------------------------- | ----------- | ---- |
| 1º giugno 1985   | 19 maggio 1990   | Bianca Vaira Ferrari | DC                              | Sindaco     |      |
| 19 maggio 1990   | 10 febbraio 1992 | Valerio Moncini      | indipendente (DC)               | Sindaco     |      |
| 10 febbraio 1992 | 20 giugno 1992   | Attilio Monte        |                                 | Commissario |      |
| 20 giugno 1992   | 28 aprile 1997   | Bianca Vaira Ferrari | DC/PPI                          | Sindaco     |      |
| 28 aprile 1997   | 14 maggio 2001   | Gregorio Formentelli | PDS                             | Sindaco     |      |
| 14 maggio 2001   | 30 maggio 2006   | Gloria Vaira         | lista civica di centro-sinistra | Sindaco     |      |
| 30 maggio 2006   | 4 ottobre 2021   | Elena Broggi         | lista civica di centro-destra   | Sindaco     |      |
| 4 ottobre 2021   | in carica        | Fiorenzo Formentelli | lista civica di centro-destra   | Sindaco     |      |

## Galleria d'immagini

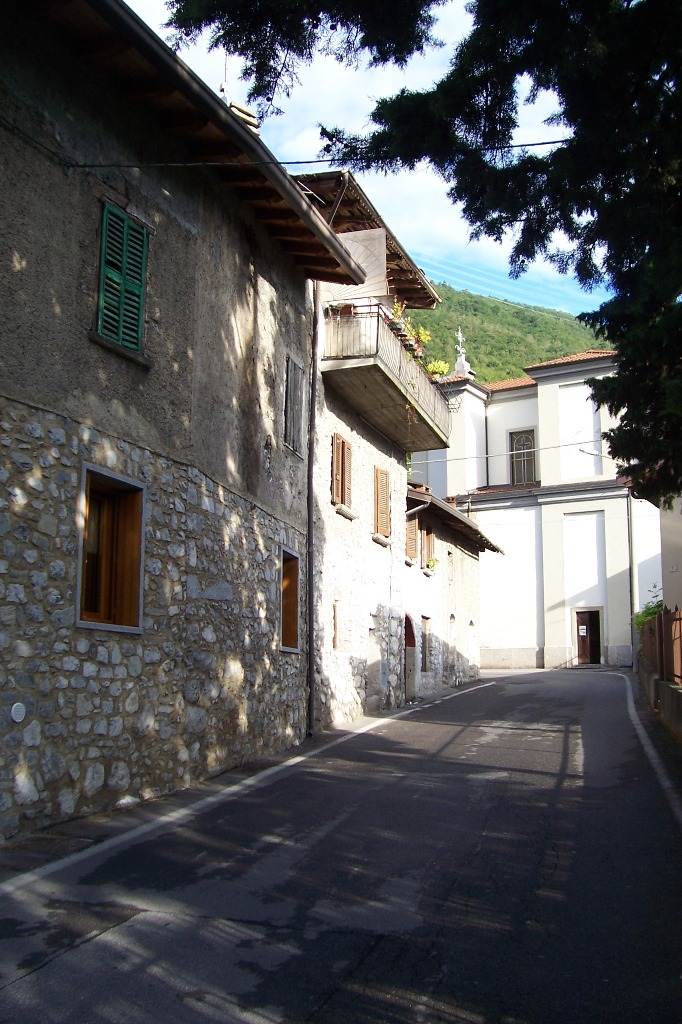
Centro del paese
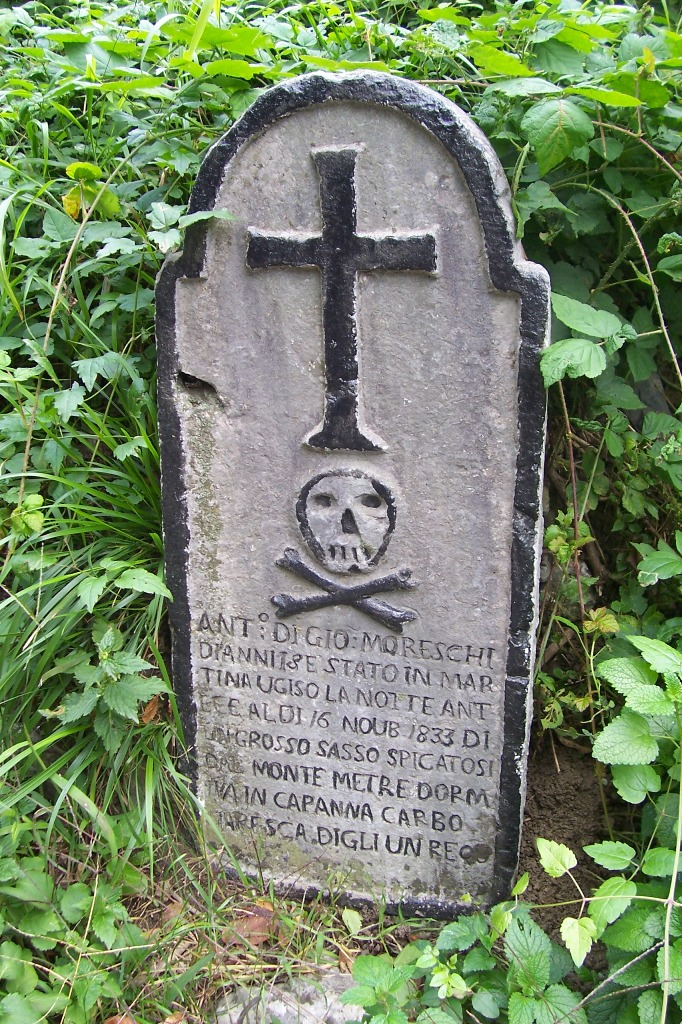
Lapide di un abitante ucciso da una frana che investì la sua abitazione
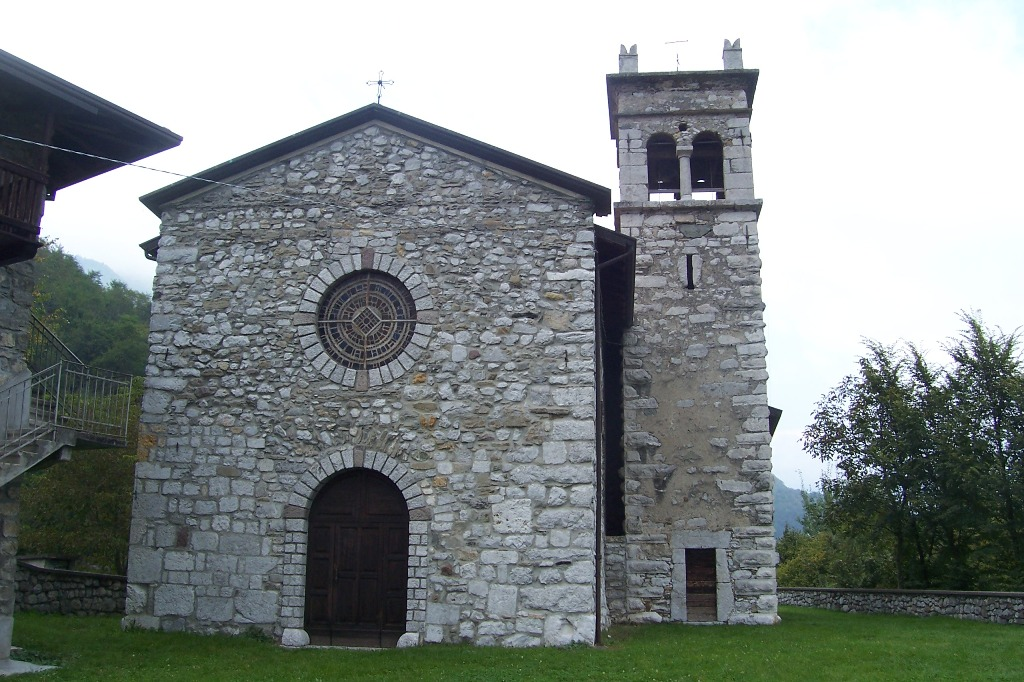
Chiesa di San Pietro in Cricolo